# Xinba, Gansu
Xinba (kinesiska: 新坝) är en köping i nordvästra Kina. Den ligger i Gaotai härad i staden Zhangye i provinsen Gansu, omkring 520 kilometer nordväst om provinshuvudstaden Lanzhou. Antalet invånare är 16 934. Befolkningen består av 8 371 kvinnor och 8 563 män. Barn under 15 år utgör 14,0 %, vuxna 15-64 år 76 %, och äldre över 65 år 8,0 %.